# Senado de Uzbekistán
El Senado es la cámara alta del Asamblea Suprema de la República de Uzbekistán.

## Composición
El Senado está compuesto por 100 miembros:
- 84 senadores electos
- 16 senadores nombrados por el presidente.

## Elección
Los senadores son elegidos indirectamente por un colegio electoral integrado por miembros de los consejos locales, y las 14 regiones del país se componen de 12 provincias más la capital de Taskent y la República de Karakalpakia, cada una de ellas elige a los senadores para ocupar los 6 escaños. El tiempo en el cargo es de 5 años

## Presidentes del Senado de Uzbekistán
| Nombre                | Periodo                                     |
| --------------------- | ------------------------------------------- |
| Murat Sharifkhodjayev | 27 de enero de 2005 - 24 de febrero de 2006 |
| Ilgizar Sabirov       | 24 de febrero de 2006 - 22 de enero de 2015 |
| Nigmatilla Yuldashev  | 22 de enero de 2015 – presente              |